# Gary Eugene Payton
Gary Eugene Payton (* 20. Juni 1948 in Rock Island, Bundesstaat Illinois, USA) ist ein ehemaliger US-amerikanischer Astronaut. 

## Ausbildung
Payton  erhielt 1971 einen Bachelor in Raumfahrttechnik von der United States Air Force Academy und 1972 einen Master in Luft- und Raumfahrttechnik von der Purdue University.
Bei der United States Air Force wurde Payton 1973 zum Piloten ausgebildet und arbeitete dort auch als Pilotenausbilder. Von 1976 bis 1980 arbeitete Payton als Spacecraft Test Controller auf der Cape Canaveral Air Force Station in Florida. Im Februar 1980 wurde er von der Air Force für das Manned Spaceflight Engineer Program ausgewählt.

## Astronautentätigkeit
Payton bewarb sich vergeblich für die elfte Astronautengruppe der NASA.

### STS-10 bzw. STS-41-E
Der Start von STS-10 war für November 1983 geplant, der Flug musste dann aber aufgrund von Verzögerungen der geheimen Nutzlast abgesagt werden. Ken Mattingly, Loren Shriver, Ellison Onizuka, Jim Buchli und der Nutzlastspezialist der US Air Force Gary Payton waren hier als Mannschaft nominiert 
Für den Juli 1984 wurde dieser militärische Flug unter der Bezeichnung STS-41-E wieder ins Programm genommen, doch diese Satellitenmission des US-Verteidigungsministeriums wurde ebenfalls wegen Problemen mit der IUS-Oberstufe abgesagt. Ken Mattingly, Loren Shriver, Ellison Onizuka, Jim Buchli und der Nutzlastspezialist der US Air Force Jeffrey Detroye waren hier als Mannschaft nominiert. Der Start war für März 1984 mit der Raumfähre Challenger geplant.

### STS-41-H
Diese Mission sollte im September 1984 im Auftrag des US-Verteidigungsministeriums durchgeführt werden oder stattdessen einen TDRS-Satelliten aussetzen. Aufgrund von Problemen mit der IUS-Oberstufe wurde die Mission abgesagt. Als Besatzung waren Frederick Hauck, David Walker, Joseph Allen, Anna Fisher, Dale Gardner und die MSE-Nutzlastspezialisten der US Air Force Gary Payton und Frank Casserino nominiert. Als Ersatz-Nutzlastspezialist war Daryl Joseph vorgesehen.

### STS-51-C
Seinen ersten Raumflug unternahm Payton am 24. Januar 1985 als Nutzlastspezialist mit der Raumfähre Discovery. Missionsziel von STS-51-C war die Aussetzung eines geostationären Aufklärungssatelliten im Auftrag des US-Verteidigungsministeriums.

## Nach dem Raumflug
Im Januar 1995 schied Payton aus der Air Force aus und wechselte zu Space Launch Technology nach Washington, D.C. Im Jahr 2000 wechselte er zur Firma Orbimage, 2002 zur Missile Defense Agency. Seit 2005 ist er stellvertretender Staatssekretär der Air Force für Weltraumprogramme.

## Privates
Gary Payton ist verheiratet und hat ein Kind.